# ヌエストラ・セニョーラ・デ・サンタ・アナ
ヌエストラ・セニョーラ・デ・サンタ・アナ (Nuestra Señora de Santa Ana) は、スペイン植民地時代にアメリカ大陸に多く作られたイエズス会伝道所の遺跡のひとつ。現在のアルゼンチン・ミシオネス州カンデラリア県にある。
一連の伝道施設は1633年に県都サンタ・アナからわずか2kmのところに建設されたものである。類似の施設であるサン・イグナシオ・ミニからもそう遠くない。
1984年に「グアラニーのイエズス会伝道所群」の一つとして、ユネスコの世界遺産に登録された。